# ImpLib SDK
ImpLib SDK es una herramienta gratuita y de código fuente abierto para crear librerías de importación personalizadas en formato MS-COFF.
Esta herramienta se creó para permitir el uso de librerías dinámicas (DLL), para las cuales no se cuenta con la librería de importación original. También se usa para realizar traducción de símbolos. Esto sirve para que una librería dinámica desarrollada para un lenguaje de programación pueda ser usada desde otro lenguaje. Por ejemplo, esta funcionalidad permite utilizar en los programas de Visual Basic o PureBasic librerías que fueron hechas para C++. Un caso de uso conocido es la librería dinámica de OpenAL, la cual se utiliza en PureBasic por medio de la traducción de símbolos de ImpLib SDK.
Las librerías de importación generadas con ImpLib SDK no se diferencian de Visual C++ y GCC. Por lo tanto, estas librerías pueden ser usadas como alternativa si la redistribución de las librerías de importación originales no es posible. Por ejemplo, no es permitida la redistribución de las librerías de importación de tiempo de ejecución de C y C++.
ImpLib SDK también permite suprimir los saltos en los llamados a funciones externas, conocidos como original thunks. Esto reduce el tamaño del ejecutable. Por lo tanto, algunas fuentes incluyen a ImpLib SDK en la lista de herramientas que sirven para generar ejecutables de menor tamaño.
Esta herramienta se creó utilizando únicamente el lenguaje de macros (preprocesador) de FASM con el ánimo de demostrar las capacidades de dicho lenguaje.